# Francisco Gurgel do Amaral Valente
Francisco Gurgel do Amaral Valente (Rio de Janeiro, 16 de agosto de 1915 — Rio de Janeiro, 14 de outubro de 1974) foi um político brasileiro. Exerceu o mandato de deputado federal constituinte pelo Distrito Federal em 1946.